# Lijst van platenlabels L
Dit is een lijst van platenlabels met als beginletter een L.
- LHI Records
- LRRC (Luddite Rural Recording Cooperative)
- LS Records
- La Cooka Ratcha
- La-La Land Records
- LaFace Records
- Laff Records
- Lakeshore Records
- Lakeside Records
- Lamb & Lion Records
- Lamon Records
- Landmark Records
- LaSalle Records
- Latino Buggerveil
- Laurie Records
- Lava Records
- LeFrak-Moelis Records
- Leader Records (US)
- Leaning House
- Leathür Records
- Leeds Talk-O-Phone
- Legacy Recordings
- Legion Records
- Lench Mob Records

- Lengua Armada Discos
- Lens Records
- Level Plane Records
- Lewis Recordings
- Liberation Records
- Liberty & Lament
- Liberty Music Shop Records
- Liberty Records
- Life Sentence Records
- Life's a Beach
- Light In The Attic Records
- Light Records
- Lightning Records
- Lime Studios
- Limelight Records
- Limp Records
- Lincoln Records
- Liquor and Poker Music
- List of Roadrunner Records artists
- Little Wonder Records
- Lo-Fidelity Records
- Load Records
- Lobster Records
- Locust Music
- London-Sire Records

- Lonely Astronaut Records
- Long Road Records
- Looking Glass Workshop
- Lookout! Records
- Loosegroove Records
- Loplop
- LossLess Records
- Lost Highway Records
- Lost Nite Records
- Lotuspike
- Loud Records
- Love Minus Zero Recordings
- LoveCat Music
- Lovely Music
- Lovepump United Records
- Lovitt Records
- Lowercase people records
- Loöq Records
- Lu Pine Records
- Luaka Bop
- Lucid Records
- Lumberjack Records
- Lusafrica